# 擬鱗小鱥
擬鱗小鱥（学名：Phoxinellus pseudalepidotus）為輻鰭魚綱鯉形目雅羅魚科的其中一種，被IUCN列為易危保育類動物，分布於歐洲波士尼亞莫斯塔斯科布拉托(Mostarsko Blato)流域，為特有種，本魚體延長且側扁，口端位，吻部鈍，除側線鱗和頭後側線上方和下方的數個鱗外，身體無鱗，側線通常有54-77個鱗片，眼睛到尾柄末端有寬的深色條紋，體長可達10.3公分，棲息在喀斯特地形的溪流、溝渠，由於污染、棲息地破壞而受到威脅。